# Генералитет

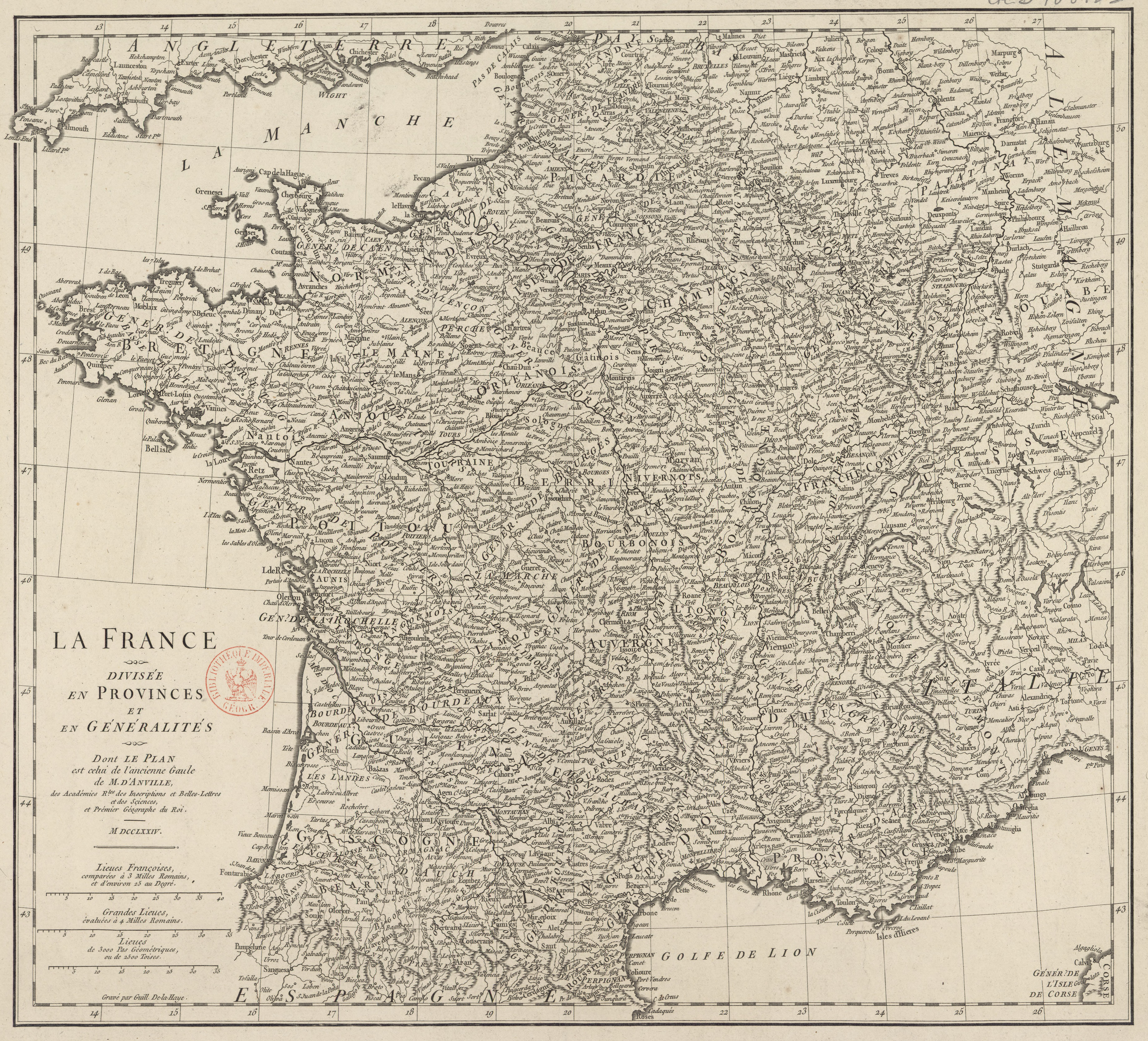
Карта провинций и генералитетов во Франции в 1774 году

Генералите́т, фина́нсовый о́круг (фр. généralité) — главное подразделение регионального управления финансами во Франции в XVI—XVIII веках.

## История
На протяжении веков территориальное управление во Франции было весьма запутанным: существовало деление страны на диоцезы и одновременно с ним — на бальяжи и сенешальства. Таким образом, практически единственной чёткой и однозначной формой территориального управления оставалась самая мелкая административная единица — приход. Всё это приводило к неэффективности финансового администрирования с одной стороны и к злоупотреблениям с другой. Для исправления ситуации, в правление Иоанна Доброго (1350 — 1364) Генеральными штатами учреждается должность финансового генерала, ответственного за налоги и сборы. Аппарат финансового генерала называется генералитетом.
Согласно эдикта 1542 года, генералитеты подчиняются генеральному сборщику, а их задачей является сбор прямых и непрямых налогов, включая налоги с недвижимости, талью, косвенные налоги и соляной сбор.
В XV веке для оперативного управления сбором налогов на местах, создаются провинциальные генералитеты. Первоначально их 4: в Руане (с 1357), Монпелье (с 1377), Париже (с 1436) и Туре (с 1452). В 1532 году из турского генералитета выделяется пятое, расположенное в Гиене.
7 декабря 1542 года эдиктом Франциска I страна делится на 16 генералитетов. С 1552 года официальное наименование должности руководителя генералитета звучит так: «казначей Франции и финансовый генерал». В 1577 году штат каждого из генералитетов состоит из двух председателей, восьми офицеров и некоторого количества исполнительных агентов. Зачастую, председатели исполняют обязанности по очереди — год через год.
Постепенно, однако, в XVII и особенно — в XVIII веке роль генералитетов снижается, а многие их полномочия переходят к интендантствам (см. ниже). Тем не менее, в разговорном языке XVIII века слова генералитет и интендантство выступают как синонимы.
Генералитеты были окончательно упразднены во время Великой французской революции 1789 года.

## Выборы
В состав каждого из генералитетов входило обычно несколько административно-территориальных единиц, каждая из которых могла иметь совершенно отличный от соседней тип налогообложения. Поэтому, для осуществления своей функции, генералитеты разделялись на несколько частей по привычным границам, обычно — диоцезу. В провинциях со штатами, в которых сохранялись местные выборные органы, именно они обязаны были способствовать осуществлению генералитетами их фискальных функций.
В других же провинциях, где выборных ассамблей не существовало, сбор налогов мог представлять серьёзные затруднения. Поэтому, около 1380 года в других провинциях была внедрена система, при которой выбираемый из числа местных жителей человек отвечал перед генералитетом за своевременную уплату сборов и тальи. В 1452 года уже используется непосредственно слово выборы, а сами такие провинции начинают называться провинциями с выборами.
В 1578 году создаётся система выборных судей, призванных разрешать налоговые споры под контролем Суда по сборам. Количество провинций с выборами растёт: если в начале XVI века число выборных должностей составляло 92, то уже в 1597 году таких должностей 146. Одновременно с этим ликвидируются многие провинциальные штаты. При этом, размеры избирательных округов существенно различаются: так в Пуатье он состоит из 720 приходов, а в Бофоре (Шампань) — лишь из 17.
С XVI века многие генералитеты занимаются лишь контролем за выборными.

## Список генералитетов-интендантств

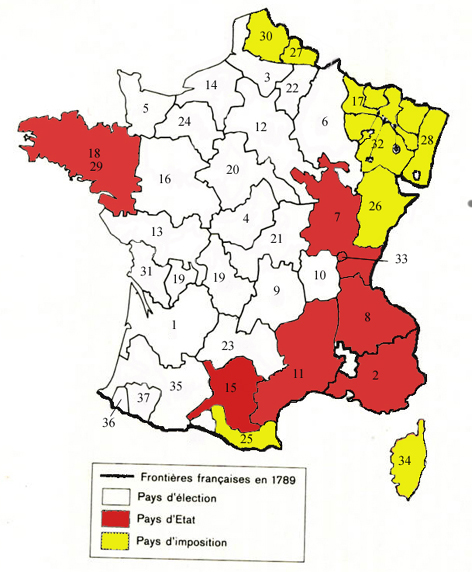
Генералитеты во Франции в 1789 году

| Номер | Название генералитета                          | Создание—ликвидации | Провинции                |
| ----- | ---------------------------------------------- | ------------------- | ------------------------ |
| 1     | Генералитет Бордо (Ажен)                       | 1542                | Гиень                    |
| 2     | Провансальский генералитет (Экс-ан-Прованс)    | 1542                | Прованс                  |
| 3     | Амьенский генералитет                          | 1542                | Пикардия                 |
| 4     | Буржский генералитет                           | 1542                | Берри                    |
| 5     | Канский генералитет                            | 1542                | Нормандия                |
| 6     | Шалонский генералитет                          | 1542                | Шампань                  |
| 7     | Бургундский генералитет (Дижон)                | 1542                | Бургундия                |
| 8     | Гренобльский генералитет                       | 1542                | Дофине                   |
| 9     | Иссуарский, затем — Рьомский генералитет       | 1542                | Овернь                   |
| 10    | Лионский генералитет                           | 1542                | Божоле, Лионне и Форе    |
| 11    | Генералитет Монпелье *                         | 1542                | Лангедок                 |
| 12    | Парижский генералитет                          | 1542                | Иль-де-Франс             |
| 13    | Генералитет Пуатье                             | 1542                | Пуату                    |
| 14    | Руанский генералитет                           | 1542                | Нормандия                |
| 15    | Тулузский генералитет *                        | 1542                | Лангедок                 |
| 16    | Турский генералитет                            | 1542                | Анжу, Мэн и Турень       |
| 17    | Генералитет Меца                               | 1552                | Три Епископства          |
| 18    | Бретаньское интендантство (Нант, затем — Ренн) | 1689, 1552          | Бретань                  |
| 19    | Лиможский генералитет (фр.)                    | 1558                | Ангумуа, Лимузен и Марш  |
| 20    | Орлеанский генералитет                         | 1558                | Малый Перш и Орлеане     |
| 21    | Муленский генералитет                          | 1587                | Бурбонне                 |
| 22    | Суассонский генералитет                        | 1595                | Пикардия                 |
| 23    | Монтобанский генералитет                       | 1635                | Верхняя Гиень            |
| 24    | Алансонский генералитет                        | 1636                | Большой Перш и Нормандия |
| 25    | Перпиньянский генералитет                      | 1660                | Руссильон                |
| 26    | Безансонский генералитет                       | 1676                | Франш-Конте              |
| 27    | Валансьенский геннралитет                      | 1678                | Эно                      |
| 28    | Страсбургский генералитет                      | 1689                | Эльзас                   |
| 29    | Бретаньский генералитет (Ренн)                 | 1689                | Бретань                  |
| 30    | Лилльский генералитет                          | 1691                | Артуа и Фландрия         |
| 31    | Ла-Рошельский генералитет                      | 1694                | Они и Сентонж            |
| 32    | Генералитет Нанси                              | 1737                | Лотарингия               |
| 33    | Генералитет Треву                              | 1762                | Домб                     |
| 34    | Корсиканский генералитет, (Бастия)             | 1768                | Корсика                  |
| 35    | Ошский генералитет                             | 1776                | Гасконь                  |
| 36    | Байоннский генералитет                         | 1784—1787           | Лабурдан                 |
| 37    | Генералитет По                                 | 1784—1787           | Беарн и Зуберу           |